# Опиум для никого
«Опиум для никого» — песня группы «Агата Кристи» из альбома «Опиум». Написана Глебом Самойловым.

Давай вечером с тобой встретимся, 

Будем опиум курить-рить-рить… 

Давай вечером с тобой встретимся, 

По-китайски говорить… 

Не прячь музыку — она опиум 

Для никого, только для нас… 

Давай вечером умрём весело, 

Поиграем в декаданс… 

— «Опиум для никого», «Агата Кристи»
Песня «Опиум для никого» звучит в фильме Эльдара Салаватова «ПираМММида».
Слова Глеба Самойлова про песню:
…эдакий своеобразный лозунг был сформулирован в альбоме «Опиум»: «Музыка — это опиум для никого». Что это означает? Исходя из фразы «Религия — это опиум для народа», которую в своё время ввели социал-демократы. Появилась такая антитеза. «Опиум» — в том же значении, в котором это слово употребляли коммунисты, то есть нечто одурманивающее. А «для никого», потому что искусство — вещь самоценная и никому не принадлежит, ни от кого не зависит. И, грубо говоря, даже мы, люди, которые его творят, в той же мере зависимы от искусства и подчиняемся ему, как и зрители.
Глеб Самойлов в своих интервью неоднократно утверждал, что люди достаточно однобоко воспринимают данную песню, вырывают слова из контекста. По его словам песня — это «стёб над рокерами и во многом над собой — чёрные одежды, раскрашивание лиц, деланный декаданс».
В 1995-м году также был снят клип на песню (реж., Анатолий Берсенев).
По итогам 1995 года журналом «Rock-Fuzz» клип на песню «Опиум для никого» признан лучшим клипом года, а сама песня — лучшей песней года.
Кавер-версии песни «Опиум для никого» исполнялись группами: «Би-2», «А студио». Также для мюзикла «Z Joke» англоязычную версию песни «Opium» исполнила Марта Адамчук.
Начиная с 2015 года песня исполняется на концертах The Matrixx. В 2023 году Глеб Самойлов сообщил, что эта песня была запрещена к исполнению как «пропаганда наркотиков».

## В записи участвовали
- Глеб Самойлов — вокал
- Вадим Самойлов — гитара
- Александр Козлов — клавишные, синтез, бас